# Атланерса

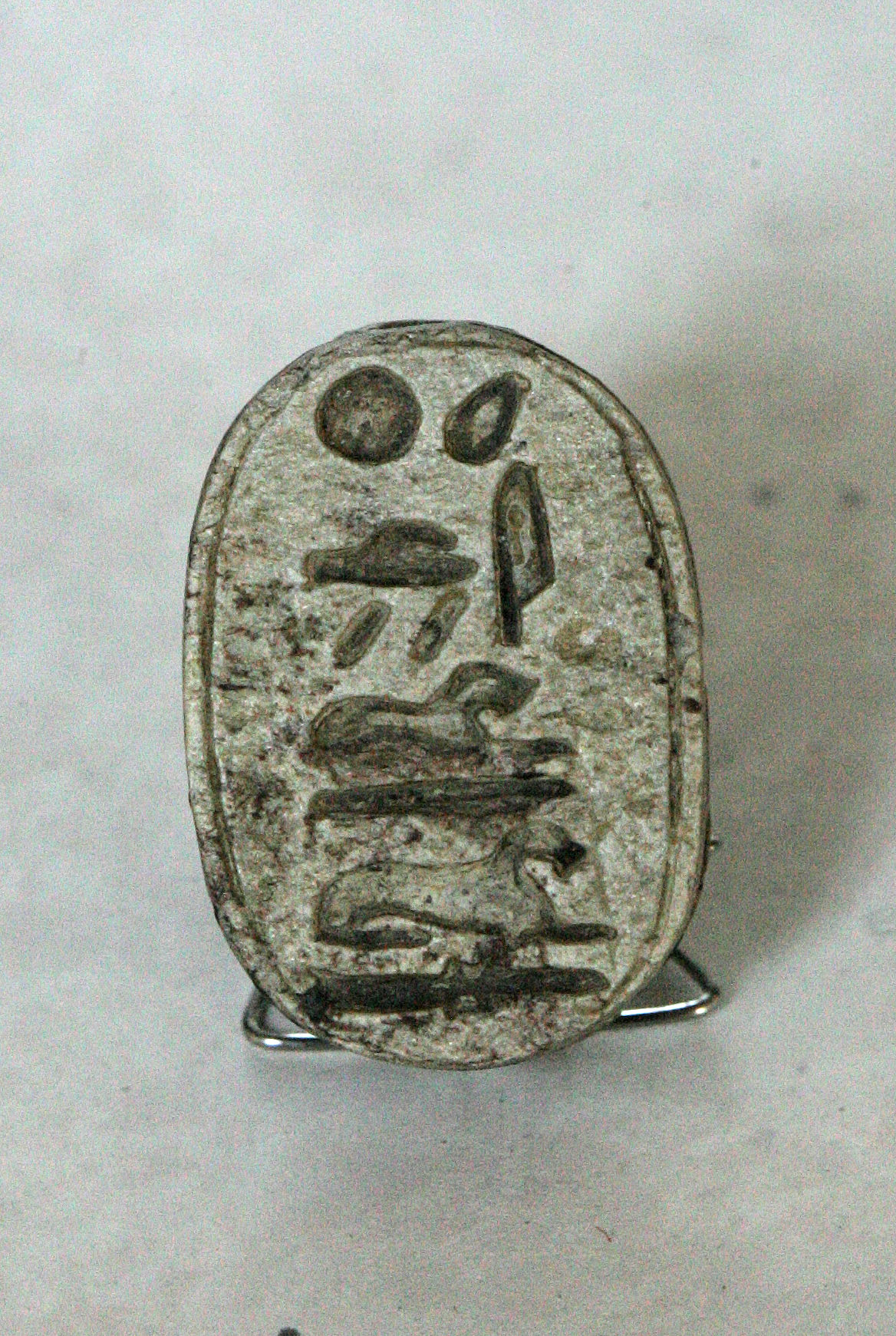
Печать Атланерсы

Атланерса — царь Куша (Нубия), правивший около 653—640 годов до н. э. как преемник Тануатамона, последнего правителя
Нубийской династии в Египте. В отличие от своего предшественника, под его властью находились только земли Куша к югу от Асуана. Не смирившись с потерей влияния нубийцев на Египет, добавил к своему титулу формулировку «Египетский фараон», но этот титул был явно номинальный: никакого влияния на Египет у кушитов уже не было.
Атланерса был сыном фараона Тахарки или, возможно, Тануатамона. Его матерью была царица, чье имя полностью не сохранилось, только окончание — «…салка». Атланерса был женат на двух своих сёстрах: Иетуров и Калесе. В число жён также могла входить Малотарал — мать его преемника Сенкаманискена и Пелтасена. Дама, имя которой сохранилась лишь частично — Таба, могла быть женой другого человека.
Атланерса известен по изображению в гранитном алтаре храма Джебель-Баркал. Там также был найден алтарь с его именем. В Донголе был обнаружен фрагмент обелиска с его именем. Похоронен в пирамиде № 20 (Нури).